# Hi, Ai
Hi, Ai (auch Hi, AI geschrieben) ist ein deutscher Dokumentarfilm aus dem Jahr 2019 von der Regisseurin Isa Willinger. Der Titel geht zurück auf den Namen einer Roboterfrau im Film „Ai“, zugleich ist er ein Wortspiel mit der englischen Abkürzung für künstliche Intelligenz: AI. Als Titelzusatz wird häufig „Liebesgeschichten aus der Zukunft“ verwendet.

## Handlung
Der Film behandelt das Zusammenleben von Menschen mit humanoiden Robotern und stellt Fragen nach der Zukunft des Menschen in einer Welt, in der Roboter und künstliche Intelligenz einmal überall präsent sind. Die Geschichten um einerseits eine alte Frau in Tokio, die den Roboter Pepper von ihrem Sohn geschenkt bekommt, und andererseits einen US-Amerikaner, der mit einer Roboter-Partnerin auf einen Road Trip durch Kalifornien geht, bilden die zwei Hauptstränge des Films.

## Rezeption
„Der Film beobachtet das Aufeinandertreffen von Menschen und Maschine mit großer Aufmerksamkeit, ohne schulmeisterliche oder moralische Besserwisserei, dafür aber mit subtiler Ironie. … In famos arrangierten Tableaus, ohne Off-Kommentar oder Experten-O-Töne, und mit subtiler Ironie behandelt die Dokumentaristin die komplexe Wissenschafts- und Technikmaterie primär cineastisch.“

„Isa Willinger … beobachtet die befremdliche Art der Maschinen zu denken und zu sprechen, ihre unbeholfenen Bewegungen. Sie tut das angenehmerweise ohne die Vorurteile der KI-Debatte, sondern lässt dem Zuschauer Zeit für die Beobachtung.“

„Ein sensibler und intelligenter Film, der eine starke bildästhetische Vision verrät, die seinem Sujet entspricht. Gleichermaßen distanziert wie traumhaft erzählt der Film in klaren, tableauhaft komponierten Bildern.“

## Auszeichnungen
- 2019: Max Ophüls Preis Bester Dokumentarfilm
- 2019: Prädikat besonders wertvoll der Deutsche Film- und Medienbewertung (FBW)
- 2019: Nominierung Deutscher Filmpreis